# Yoon Jin-sook
Dans ce nom coréen, le nom de famille, Yoon, précède le nom personnel.
Yoon Jin-sook (en hangeul, 윤진숙), est une femme politique sud-coréenne, née le 27 mai 1955, nommée Ministre des Océans et de la Pêche sous le gouvernement Park Geun-hye. Elle est démise de ses fonctions sur ordre du Premier ministre, à la suite de ses réactions controversées aux marées noires de 2014.

## Biographie

### Éducation et carrière pré-ministérielle
Yoon Jin-sook est née le 27 mai 1955 à Pusan, en Corée du Sud. Elle est diplômée du lycée pour jeunes filles de Pusan, et obtient ensuite une licence de géographie à l'université de Silla (en). Elle obtient ensuite un master, puis un doctorat en géographie à l'université Kyung Hee, à Séoul, et se spécialise dans la gestion côtière et l'environnement marin.  
Active dans le milieu universitaire, elle donne plusieurs cycles de conférences à l'université Kyung Hee, d'où elle est issue mais également à l'université de Hansung (en) et l'université nationale Chungbuk. Elle obtient en 1997 un poste de chercher principal à l'institut coréen du développement maritime de Pusan, au département de la pêche, dont elle devient un des doyens, ainsi que directrice du département de la recherche océanique, et de la politique marine.  
Déjà impliquée en politique, elle est conseillère du premier ministre sur la question de la gestion et du traitement des eaux, et est membre de plusieurs commissions auprès du ministère des Terres, des Transports et des affaires maritimes, ministère précédant le ministère des Océans et de la Pêche.   
En 2008, elle rencontre Park Geun-hye lors d'un séminaire sur la recherche maritime, et se fait remarquer par cette dernière. Cette rencontre sera à l'initiative de la volonté de la future présidente Park de relancer le Ministère des Océans et de la Pêche, lors de son élection, et sa volonté d'y placer Yoon Jin-sook à sa tête, qu'elle qualifie de « perle trouvée dans un banc de sable ».    

### Vie privée
Yoon Jin-sook est célibataire et sans enfants. 

## Ministre du gouvernement Park Geun-hye

### Nomination et premières polémiques
Le 17 février 2013, la présidente Park Geun-hye annonce la reformation du ministère des Océans et de la Pêche, avec sa volonté d'y placer Yoon Jin-sook, alors présidente de l'institut coréen du développement maritime et de la pêche à sa tête,. Avant son intronisation officielle, comme tous les ministres, elle doit passer par un processus d'audition, qui permet de confirmer sa nomination. En vue de cette audition, elle est perçue comme ayant toutes ses chances de passer sans problème ce processus par la presse sud coréenne. À ce stade, Yoon Jin-sook n'étant l'objet d'aucune controverse, et étant à la tête d'un institut de recherche reconnu, elle est parmi les potentiels futurs ministres dont l'issue de l'audience paraît la plus optimiste.  
Cette audience a lieu le 2 avril 2013, et Yoon Jin-sook est questionnée par plusieurs représentants du parti démocrate unifié coréen. Lors de cette audience, elle se fait remarquer par son attitude peu sérieuse et son incapacité de répondre à de nombreuses questions estimées basiques, poussant les représentants la questionnant à la traiter d'incompétente, non apte au poste, et à exiger sa démission,. Plusieurs membres de son propre parti critiquent également son attitude, et demandent un changement de ministre,. Plusieurs émissions de télévision parodient également cette audition.    
Malgré ces polémiques, elle est néanmoins choisi pour occuper ce poste par la Commission de l'agriculture, des forêts, de l'élevage, de l'alimentation, de la mer et des pêches de l'Assemblée nationale,. Park Geun-hye la défend, en statuant notamment qu'elle a choisi Yoon Jin-sook pour ses compétences et son expertise sur les différentes questions maritimes, et vantant son expérience de femme de terrain. Elle défend également ses maladresses lors de l'audience, en indiquant qu'elle était simplement stressée. Elle s'installe finalement à son poste le 17 avril 2013,,, en assurant qu'elle se montrerait à la hauteur.    

### Ministre des Océans et de la pêche
Dès sa nomination, Yoon Jin-sook souffre d'un déficit de popularité, à la suite de sa mauvaise performance à l'audition de confirmation. Elle effectue plusieurs apparitions publiques, à des marchés aux poissons de Séoul ou à des réceptions sur le thème de la mer, pour redorer son image,. Sa première mesure est d'annoncer une reprise immédiate de l'activité du transport maritime, qui se dégradait depuis plusieurs années.     
Durant son mandant, Yoon Jin-sook s'engage à réaffirmer la souveraineté de la Corée du Sud sur les îles Liancourt, disputés entre le Japon et la Corée, et affirme également sa volonté de lutter contre les activités de pêche illégales sur les eaux coréennes. Elle cherche également, en coopération avec l'institut coréen des sciences et technologies océaniques, à renforcer la présence de la Corée du Sud en Arctique, que ce soit pour de l'extraction de ressources naturelles, ou de la recherche, notamment grâce au brise-glace RV Araon, nouvellement mis à flots. Cet axe de développement des routes arctiques a également pour but de favoriser les échanges avec des nouveaux partenaires économiques. Yoon Jin-sook désire également développer la recherche océanique, que ce soit des biotechnologies, ou le développement de nouveaux matériaux via l'étude d'organismes marins.    
Elle cherche également à transformer plusieurs îles inhabitées dans les eaux coréennes en zones habitables, afin d'exploiter au mieux les ressources du pays,. Elle s'engage également à transformer les ports sud-coréens en des hubs internationaux, en s'appuyant sur la force de chaque port. Dans cette optique, elle multiplie les partenariats économiques avec plusieurs autres villes de la nouvelle route de la soie.    
Durant son mandat de ministre, elle essaye également de faire changer les choses concernant l'égalité homme-femme au sein de son ministère. Étant l'une des deux seules femmes ministre du gouvernement Park, elle fait la promotion au sein de son ministère du congé paternité, afin que les femmes puissent également avoir accès à l'éducation et puissent obtenir de meilleurs postes. Elle lutte également contre les préjugés envers les femmes célibataires et sans enfants, ce qui est son cas. Elle estime que si les médias ont été aussi critiques avec elle, c'est en partie à cause de son célibat, plusieurs remarques lui ayant été faites à ce sujet.     

### Scandale et éviction
En février 2014, à la suite de la collision d'un bateau avec un oléoduc de GS Caltex (en), une marée noire à Yeosu a lieu, et Yoon Jin-sook se rend sur les lieux du sinistre. Une photo d'elle en train de se couvrir le nez et de grimacer fait alors le tour des réseaux sociaux, et elle est accusée de prendre le sujet à la légère. Elle se justifie en précisant qu'elle se couvrait le visage à cause d'une maladie, mais ne convainc pas vraiment l'opinion publique, qui continue de la critiquer fortement,. Elle est également fortement critiquée pour son arrivée tardive sur les lieux, près de deux jours après l'incident, et pour son attitude nonchalante envers les pêcheurs qui nettoyaient la plage. Elle aggrave sa situation quelques jours plus tard, en indiquant que la première victime de cette catastrophe est le groupe coréen GS Caltex (en), qui a perdu beaucoup d'argent dans cet accident,.  
À la suite de ces nombreuses gaffes et maladresses, elle perd le soutien de son propre parti et de Park Geun-hye,, et est destituée du gouvernement sud-coréen,. Dans un communiqué officiel, son parti la désavoue en indiquant qu'il est naturel de l'écarter du gouvernement, en raison de ses remarques inappropriées et de son attitude, qui a grandement déçu le peuple coréen. Elle est remplacée par Lee Ju-young, un député du parti au pouvoir Saenuri, six jours plus tard. 
Lors de sa cérémonie de passation, elle se déclare « fière d'avoir donné ce nouveau départ au ministère des Océans », et a tenu à remercier le personnel du ministère pour son travail durant cette première année. À la suite de sa destitution, elle se retire dans sa résidence à Pusan.